# Jordan 195
A Jordan 195 egy Formula–1-es versenyautó, amelyet a Jordan tervezett az 1995-ös Formula–1 világbajnokságra. A 14-es rajtszámmal Rubens Barrichello indult és a 15-tel pedig Eddie Irvine. A csapat sosem alkalmazott tesztpilótát. A Peugeot A10 3,0 V10-es motorját használták az autóban. A csapat főtámogatója a Total S.A. volt.
A 195-ösnek jellegzetesen alacsony fekvésű orra és magas építésű oldaldobozai voltak, aminek hatására a meglehetősen tarka festés ellenére is áramvonalas külseje volt.
Az autó a szezon során többé-kevésbé volt megbízható, de ennek ellenére is sikerült az 1995-ös kanadai nagydíjon a 2., illetve a 3. helyen célba érnie Barrichellonak és Irvine-nak. A megbízhatósági problémák miatt lett csak a csapat konstruktőri hatodik helyezett.

## Eredmények
(Táblázat értelmezése)

(Félkövér: pole-pozícióból indult; dőlt: leggyorsabb kört futott) 

| Év   | Csapat | Motor       | Gumi | Versenyzők  | 1   | 2   | 3   | 4   | 5   | 6   | 7   | 8   | 9   | 10  | 11  | 12  | 13  | 14  | 15  | 16  | 17  | Pont | Helyezés |
| ---- | ------ | ----------- | ---- | ----------- | --- | --- | --- | --- | --- | --- | --- | --- | --- | --- | --- | --- | --- | --- | --- | --- | --- | ---- | -------- |
| 1995 | Jordan | Peugeot V10 | G    |             | BRA | ARG | SMR | ESP | MON | CAN | FRA | GBR | GER | HUN | BEL | ITA | POR | EUR | PAC | JPN | AUS | 21   | 6.       |
| 1995 | Jordan | Peugeot V10 | G    | Barrichello | Ki  | Ki  | Ki  | 7   | Ki  | 2   | 6   | 11  | Ki  | 7   | 6   | Ki  | 11  | 4   | Ki  | Ki  | Ki  | 21   | 6.       |
| 1995 | Jordan | Peugeot V10 | G    | Irvine      | Ki  | Ki  | 8   | 5   | Ki  | 3   | 9   | Ki  | 9   | 13  | Ki  | Ki  | 10  | 6   | 11  | 4   | Ki  | 21   | 6.       |